# Valle Agricola
Valle Agricola est une commune italienne de la province de Caserte, dans la région Campanie.

## Administration
| Période                                  | Période | Identité | Étiquette | Qualité |
| ---------------------------------------- | ------- | -------- | --------- | ------- |
|                                          |         |          |           |         |
| Les données manquantes sont à compléter. |         |          |           |         |

### Communes limitrophes
Letino, Prata Sannita, Raviscanina, San Gregorio Matese, Sant'Angelo d'Alife